# Leksvall
Leksvall (-váll) (finska: Kisa)  är en mindre ort (vardagligt: by) i den västra delen av Raseborgs stad i Västnyland i Finland. Befolkningen är övervägande svenskspråkig.
Bebyggelsen består huvudsakligen av villor (finlandssvenska: egnahemshus). 
Såväl den gamla Hangövägen som Riksväg 25 passerar Leksvall. Järnvägen mellan Karis och Hangö, Hangöbanan, löper också genom samhället men tågen gör inte längre uppehåll vid hållplatsen, som lades ner på 1980-talet. 
I området finns en källa, Dagmarskällan. Under tidsperioden då Finland var ett storfustendöme inom Kejsardömet Ryssland besöktes källan då och då av tsar Alexander III med familj. Hans hustru var prinsessan Dagmar från det danska kungahuset och källan har uppkallats efter henne. Vid källan står också ett minnesmärke som baron Mauritz Hisinger lät uppföra för kejsarinnan. Strax nedanför källan finns en brygga och en badstrand, Källviken.

## Näringar och serviceutbud
Här finns ett rehabiliterings- och servicehus som drivs i privat regi.
Av andra småföretag kan nämnas Fagerströms Båt & Bygg och ett åkeribolag. Av nedlagda företag märks ett plantförmedlingsbolag, Ab Sydplant Oy som var en plantskola fram till våren 2004. 
Tillgång till kommersiell och offentlig service saknas i samhället. Den yrkesverksamma befolkningen pendlar till andra orter för sitt arbete.